# Dragon Ball Z: Batalha nos Dois Mundos

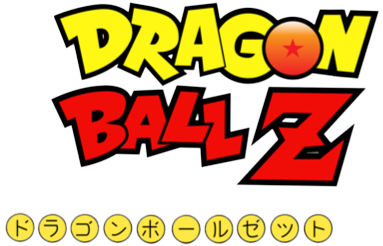
Logo Dragon Ball Z. ￼Ajuda

Dragon Ball Z: A Batalha nos Dois Mundos é um filme da série de animação Dragon Ball Z, dirigido por Shigeyasu Yamauchi. O filme surgiu com a união de dois filmes originais da série: “A Galáxia em Perigo” (Filme 09) e “O Renascimento da Fusão: Goku e Vegeta” (Filme 12), para atingir a duração ideal para um filme, 1 hora e 34 minutos. Foi lançado no Brasil nos cinemas em janeiro de 2002 e brevemente depois em VHS e DVD pela Paris Filmes. A dublagem foi feita no extinto estúdio Álamo, com Wendell Bezerra na voz de Goku.

## História
Por se tratar de um filme originado de dois filmes da série (que duravam menos de 1 hora), a história é dividida em dois atos.
- Ato I: Torneio Inter-Dimensional

O campeão Mr. Satan decide organizar um novo “Torneio de Artes Marciais” (Tenkaichi Budokai), mas desta vez, Goku não poderá participar por que ele está no outro mundo junto com Emma Daioh. Os Guerreiros Z participam junto com outros lutadores de outros planetas. Na fase semi-final, Trunks, Kurilin e Gohan  partem para uma batalha inter-dimensional onde eles terão que enfrentar adversários fortíssimos, e no final, Gohan e seus amigos vencem (apesar de muito sacrifício).
- Ato II: O Retorno da Fusão

Um evento paranormal atinge o mundo dos mortos explodindo o tanque de lavagem. Como consequência disso, um jovem se transforma em Janemba, um inimigo muito parecido com Majin Boo, mas com o poder de transformar objetos em cristais. O mundo virou uma guerra (o visual lembra os antigos desenhos animados da Disney) e o único meio de vencer o Janemba é uma técnica super difícil que é a fusão. Goku e Vegeta tentam a fusão mas algo dá errado, e eles decidem tentar de novo. Desta vez, a técnica funciona e os dois se transformam em um poderoso guerreiro, o Gogeta. Gogeta usa seu poder para derrotar Janemba para reestabelecer a paz no planeta.